# Nerea Camacho

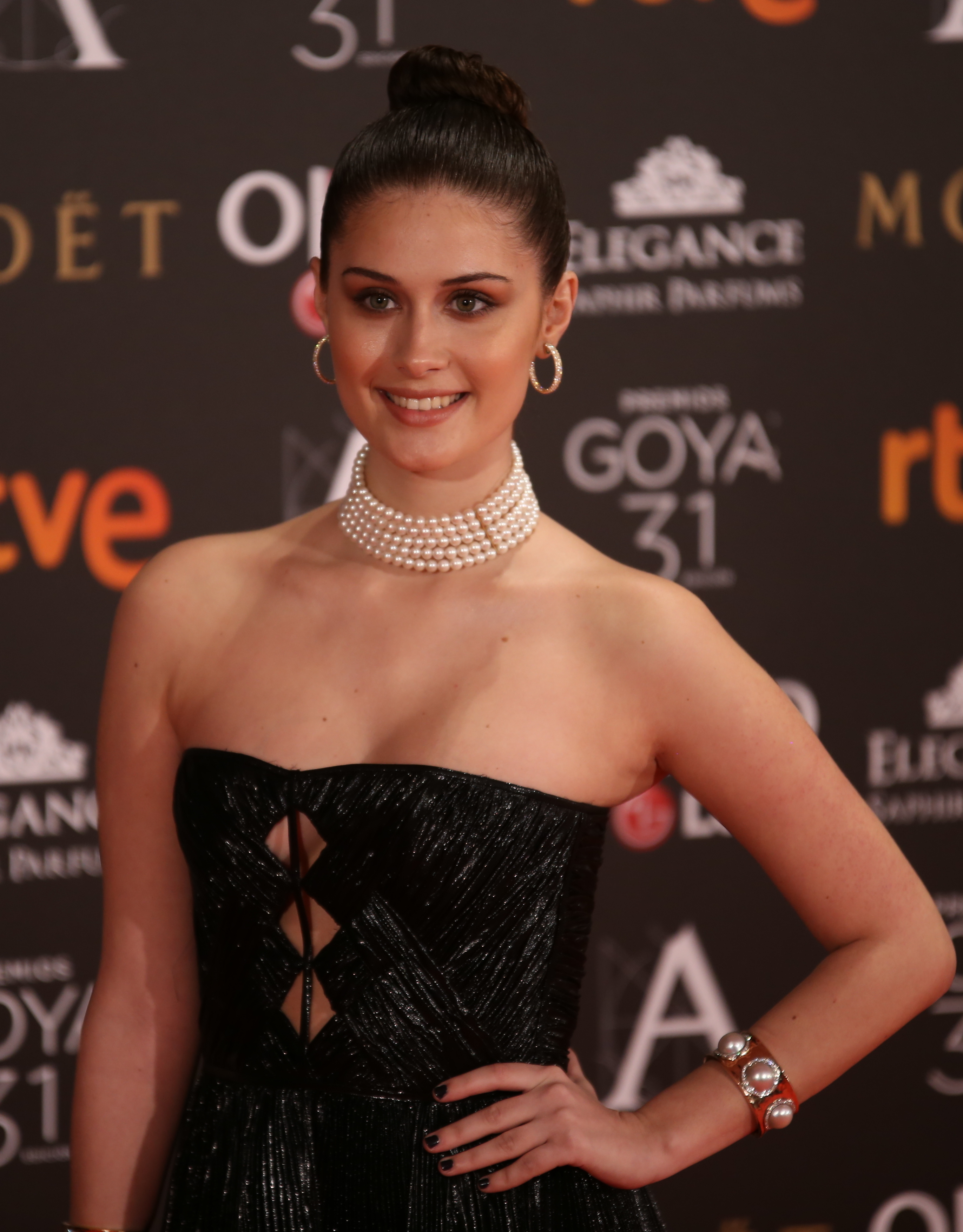
Nerea Camacho (2017)

Nerea Camacho Ramos (* 15. Mai 1996 in Balanegra) ist eine spanische Filmschauspielerin.

## Leben
Nerea Camacho nahm schon in ihrer Kindheit Schauspielunterricht. Für das Krankheits-Drama Camino wurde sie als Hauptdarstellerin ausgewählt und wurde 2009 mit einem Goya als Beste Nachwuchsdarstellerin ausgezeichnet.
2010 spielte sie als „Daniela“ im Liebesdrama Drei Meter über dem Himmel sowie in der Fortsetzung Ich steh auf dich von 2012. Es folgten Arbeiten fürs Fernsehen, darunter die Telenovelas La esclava blanca (2016) und En tierras salvajes (2017).

## Filmografie (Auswahl)
- 2008: Camino
- 2010: Héroes
- 2010: Drei Meter über dem Himmel (Tres metros sobre el cielo)
- 2011: La chispa de la vida
- 2012: Ich steh auf dich (Tengo ganas de ti)
- 2014: Bienvenidos al Lolita (Miniserie, 8 Folgen)
- 2016: La esclava blanca (Fernsehserie, 27 Folgen)
- 2017: En tierras salvajes (Fernsehserie, 70 Folgen)
- 2018: Tiempo después
- 2019: Terror.app (Fernsehserie, Folge 1x05)
- 2023: Últimas voluntades